# Sparna platyptera
Sparna platyptera là một loài bọ cánh cứng trong họ Cerambycidae.